# Сурмалинский магал
Сурмалинский магал — один из магалов Эриванского ханства.

## География
Этот магал, охватывавший юго-западные земли Эриванского ханства, располагался на правом берегу реки Аракс. На севере и северо-востоке он граничил с Араксом, на западе — Дерекенд-Парченисским магалом, а на юге — горной цепью Агрыдаг, отделявшей его от Баязидского пашалыка. Территория магала соответствует территории нынешней турецкой провинции Ыгдыр.

## Сёла
По описанию И. Шопена, в этом магале, орошение которого производилось в основном за счёт проведённых с реки Аракс канав, было 78 сёл, из них 28 были разорены.  Дж. Бурнутян отмечает вхождение в этот магал с центром в Ыгдыре 49 сёл, однако И. Шопен указывает на наличие 50 пригодных сёл.

### Разрушенные сёла во время войн
Список сёл, разрушенных в районе в результате русско-персидской и русско-турецкой войн 1826—1828 и 1828—1829 годах:
1. Велиджан, 2. Таласаван, 3. Аббасабад, 4. Серхангабад, 5. Расуллу, 6. Зенган, 7. Хаджи Аббас, 8. Сахсалы, 9. Атлыджа, 10. Гараджылы, 11. Мерхава, 12. Чыхархлы, 13. Истинах-Чырахлы, 14. Урумуш, 15.Аркёв, 16. Гёюмуш, 17. Курган, 18. Карачай, 19. Али Малик, 20. Зор, 21.Аликечан, 22. Гушчу, 23. Карвансарай, 24. Эсма, 25. Гуяча, 26. Чырахчы, 27. Сары Хасар, 28. Муча..

## Население
Сюрмели был магалом с самой высокой плотностью населения в Эриванском ханстве, где обитало наибольшее количество кочевников.